# Með hamri
Með hamri je třetí studiové album islandské black metalové skupiny Misþyrming. Vyšlo 16. prosince 2022 pod vydavatelstvím Norma Evangelium Diaboli.
Jde o první album skupiny po odchodu bubeníka H.R.H. a příchodu bubeníka M.S. ze skupiny Svartidauði.

## Vznik alba
Podle zakladatele skupiny D.G. bylo formování alba ovlivněno snahou nespokojit se se svými již vyzkoušenými a osvědčenými postupy a překonat je, dosáhnout vyšší extremity a hloubky, vyvolat hrozivý a znepokojivý dojem, přičemž při produkci alba se opět spoléhal na sebe a své průběžně se rozvíjející dovednosti.
Oproti předchozímu albu Algleymi usiloval o hrubší zvuk, při zachování jeho relativní čitelnosti, čehož se snažil dosáhnout především vhodnou aplikací zkreslení. Dalším faktorem byla snaha zachytit na albu podobnou energii, jakou mají živá vystoupení, k čemuž si kapela dopomohla například (selektivním) nahráváním bez metronomu, živým zvukem bubnů, vysokou hlasitostí při nahrávání a neskrývaným feedbackem kytar. D.G. zmiňuje též svou inspiraci etosem „pravého metalu“ reprezentovaným například skupinou Manowar.

## Tematika
Skupina album označuje (volně přeloženo z angličtiny) jako „autentickou a upřímnou oslavu násilí a neuměřenosti“ a „vymezení se proti všemu falešnému a marnému na současné undergroundové scéně“.
Dle D.G. album obsahuje mnoho upřímné zloby a zaměřuje se například na nezdravou polarizaci společnosti, jež je symbolizována i motivem na přebalu alba (nepřístupná a nevlídná budova obehnaná plotem).

## Seznam skladeb
| Pořadí         | Název          | Délka |
| -------------- | -------------- | ----- |
| 1.             | Með hamri      | 6:27  |
| 2.             | Með harmi      | 8:10  |
| 3.             | Engin miskunn  | 8:20  |
| 4.             | Engin vorkunn  | 7:12  |
| 5.             | Blóðhefnd      | 3:29  |
| 6.             | Aftaka         | 9:52  |
| Celková délka: | Celková délka: | 43:30 |

## Osoby
Misþyrming
- D. G. (Dagur Gíslason) – vokály, kytara, klávesy, elektronika; autor hudby a textů; nahrávání, mix
- T. Í. (Tómas Ísdal) – kytara, doprovodné vokály; nahrávání
- G. E. (Gústaf Evensen) – baskytara, doprovodné vokály
- M. S. (Magnús Skúlason) – bicí

další
- Manuel Tinnemans – přebal alba
- Alejandro Tedín – design
- Christophe Chavanon – mastering
- Void Revelations – fotografie